# Miejska Biblioteka Publiczna im. Juliana Przybosia w Przeworsku
Miejska Biblioteka Publiczna im. Juliana Przybosia w Przeworsku – samorządowa instytucja kultury o charakterze publicznym, działająca na terenie Przeworska. Mieści się w Gmachu Towarzystwa Gimnastycznego "Sokół" przy ul. Piłsudskiego 8.

## Historia
Miejska Biblioteka Publiczna została powstała 30 października 1946. Instytucję powołano z myślą o upowszechnianiu książki i czytelnictwa, kształceniu kadr bibliotekarskich oraz prowadzeniu pracy z czytelnikiem na terenie miasta i powiatu. Jej celem było również organizowanie bibliotek i punktów bibliotecznych w powiecie. Od chwili powołania siedzibę biblioteki stanowi gmach przeworskiego "Sokoła".
Biblioteka rozpoczynała działalność, posiadając jedynie 172 woluminy. Zakup książek umożliwiły przeprowadzone składki uliczne, pozycje stanowiły również resztki księgozbiorów podworskich
i darów osób prywatnych. Po kilku latach działalności, w 1955 biblioteka posiadała już 4253 pozycje. W 1948 powołany został Oddział Miejski przy Bibliotece Powiatowej. 11 maja 1988 roku Wojewoda Przemyski Andrzej Wojciechowski nadał Miejskiej Bibliotece Publicznej w Przeworsku imię Juliana Przybosia. W 2008 biblioteka włączyła się do Podkarpackiego Systemu Bibliografii Regionalnej i tworzy bibliografię regionu. Przy bibliotece od 2009 działa Przeworski Uniwersytet Trzeciego Wieku.

## Struktura
Biblioteka gromadzi literaturę piękną i popularnonaukową z różnych dziedzin wiedzy, czasopisma, dokumenty życia społecznego, zbiory audiowizualne oraz regionalia. Obecnie biblioteka posiada księgozbiór liczący ponad 76 000 woluminów. Jest największą biblioteką na terenie powiatu przeworskiego pod względem zbiorów
i liczby czytelników.
Działy biblioteki:
- wypożyczalnia
- czytelnia,
- dział dziecięcy,
- dział audiowizualny,
- Publiczny Punkt Dostępu do Internetu

## Działalność społeczno-kulturalna
Miejska Biblioteka Publiczna prowadzi również działalność kulturalno-oświatową, informacyjną oraz wystawienniczą. Swoje odzwierciedlenie w działalności placówki mają wszystkie ważne rocznice państwowe, regionalne i miejskie, kulturalne oraz literackie.
Biblioteka corocznie współpracuje z Urzędem Miasta w organizacji Dni Przeworska. Przygotowuje cykl „Wpisani w pamięć przeworszczan”, prezentujący sylwetki osób zasłużonych dla miasta. Biblioteka prowadzi współpracę z przeworskimi szkołami, stowarzyszeniami i kołami. Organizuje odczyty, spotkania z ciekawymi ludźmi, koncerty.